# Sandudds begravningsplats

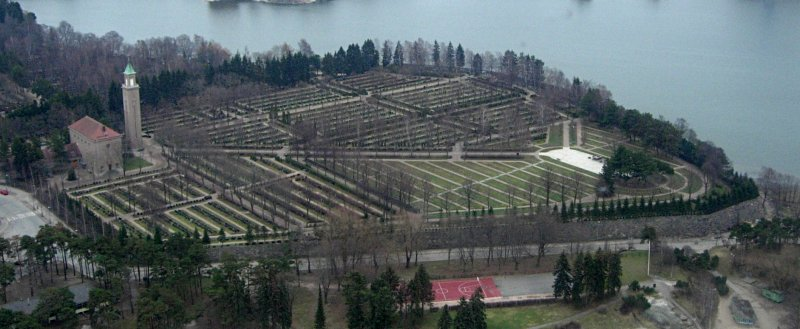
Hjältegravsområdet, 2005.

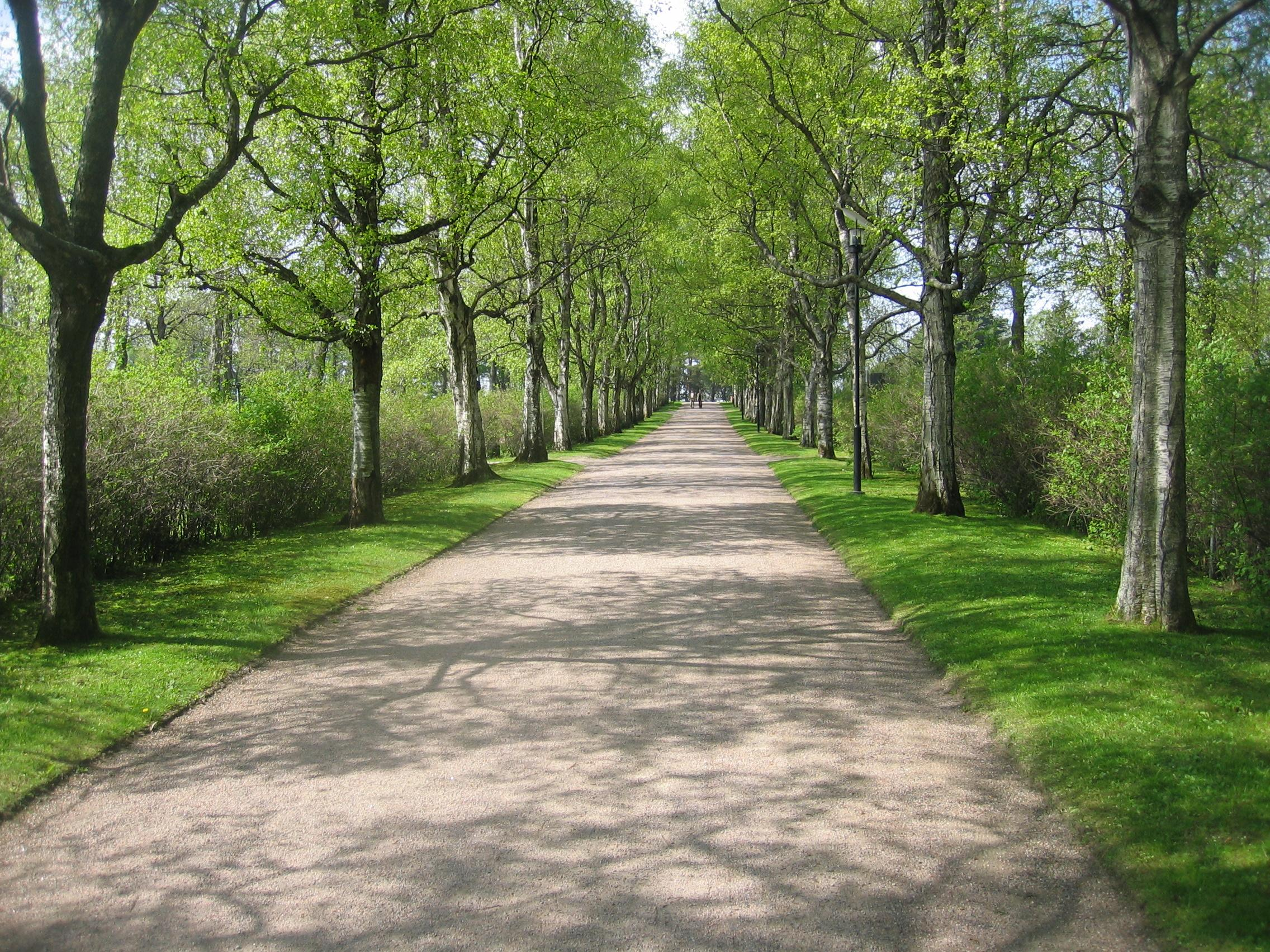
En av huvudgångarna på Sandudd.

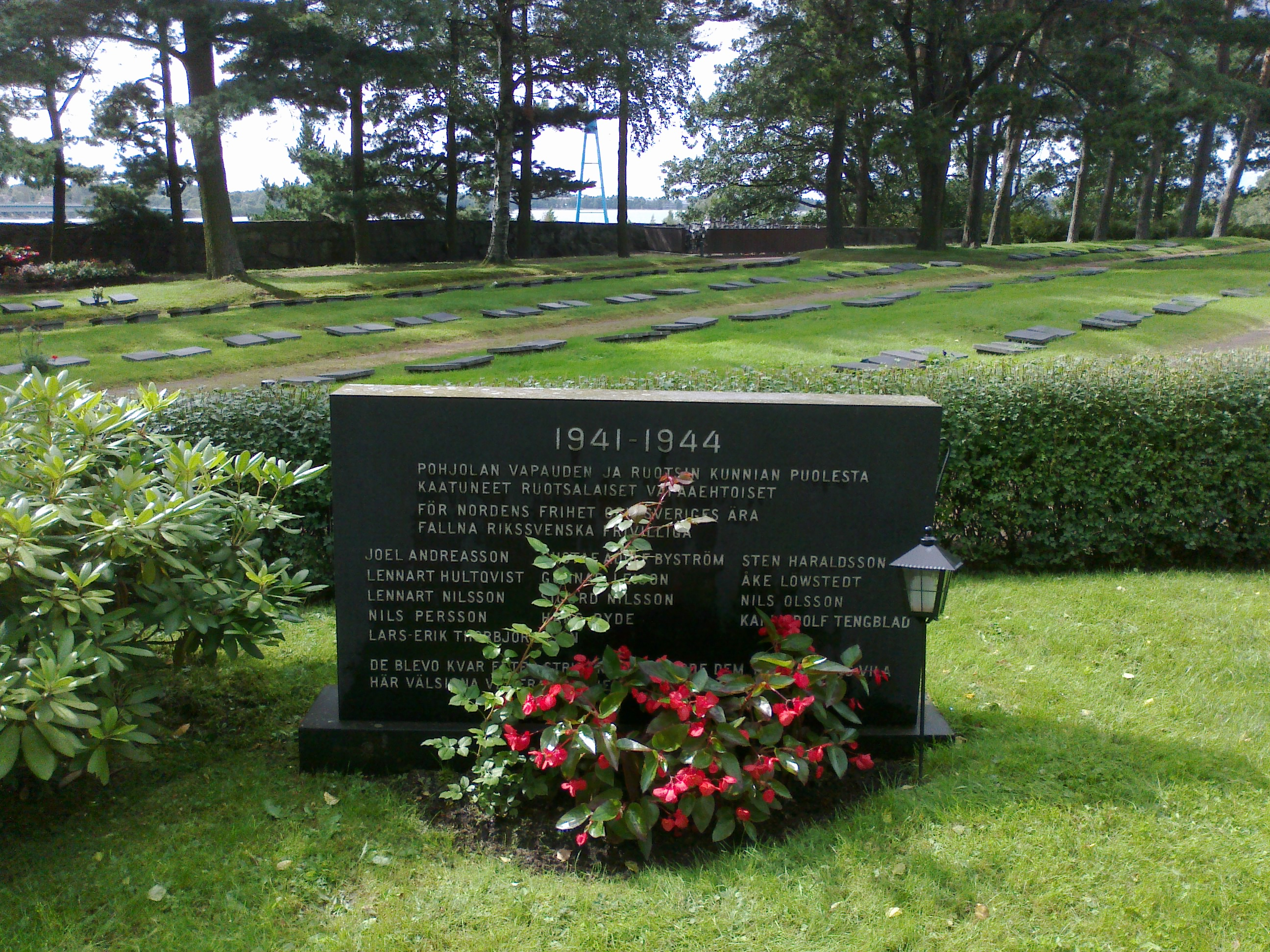
Minnesmärke över stupade och saknade svenskar.

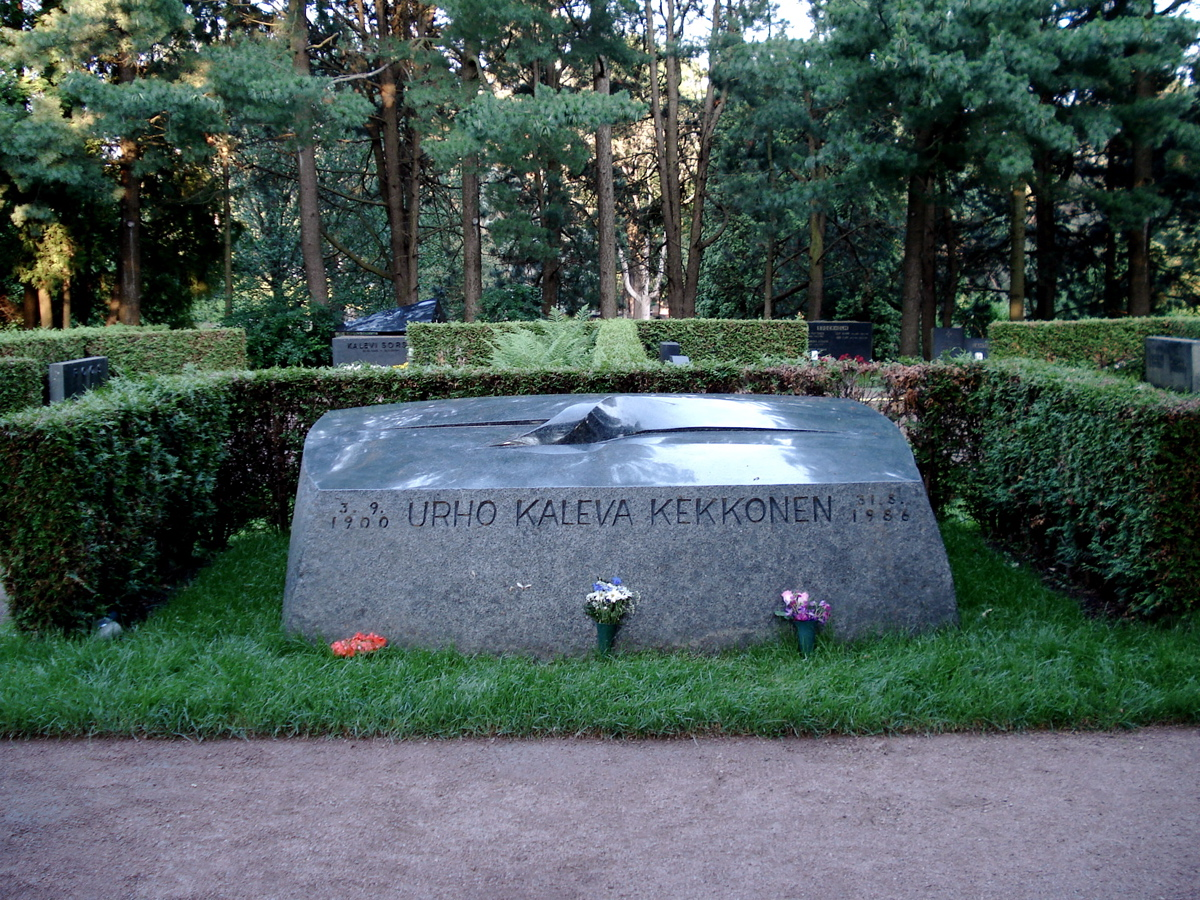
Urho Kekkonens grav.

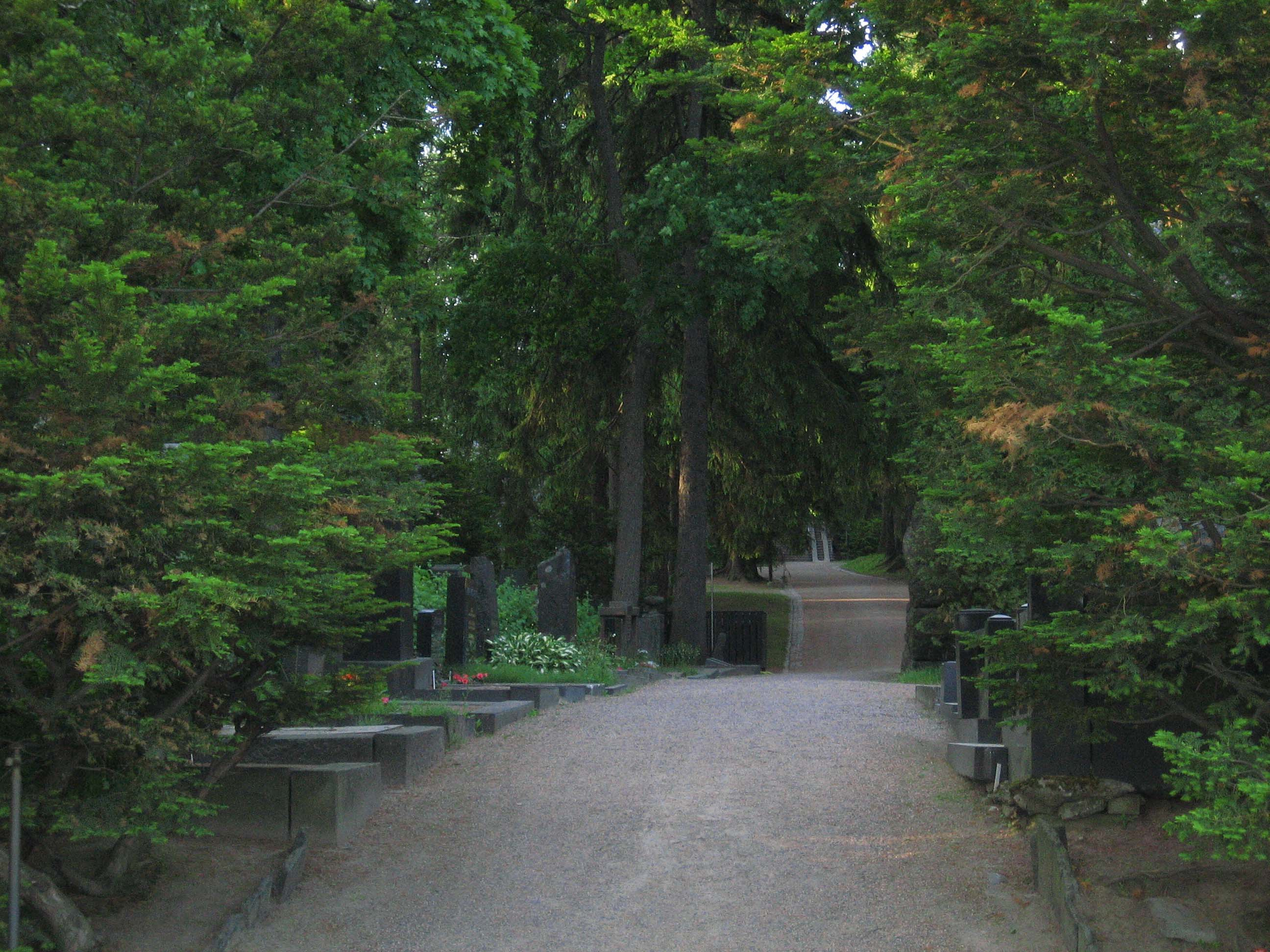
Vy från en av ingångarna vid stranden.

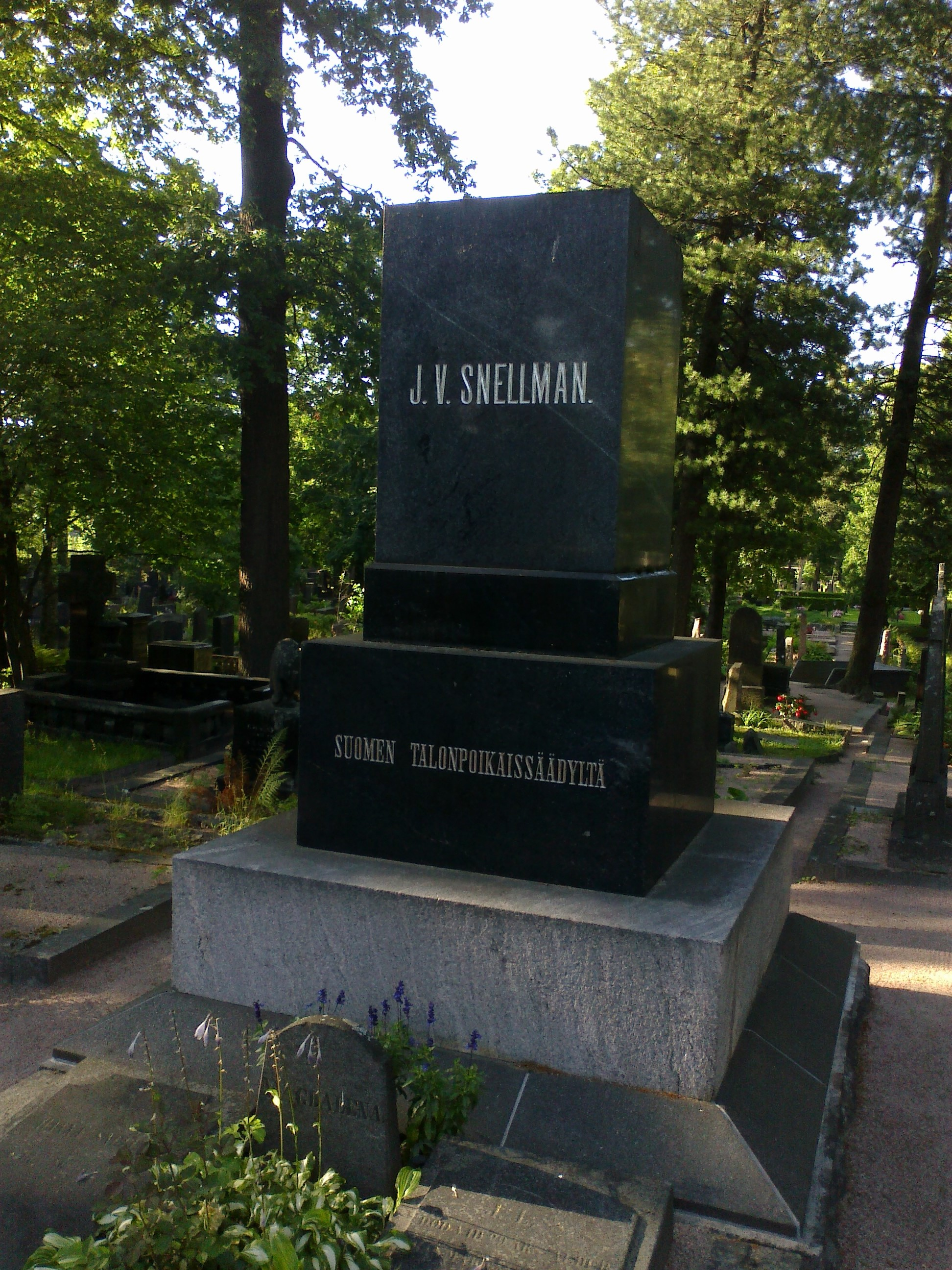
Johan Vilhelm Snellmans grav.

Sandudds begravningsplats (finska: Hietaniemen hautausmaa) är ett stort begravningsplatsområde i Helsingfors stad. Begravningsplatsen täcker största delen av udden Sandudd ända fram till Mechelingatan. Till begravningsplatsen hör flera andra delar förutom den lutherska begravningsplatsen: Helsingfors ortodoxa begravningsplats, Helsingfors islamiska begravningsplats, Helsingfors judiska begravningsplats och S:t Nikolaus församlings begravningsplats. Det finns också ett krematorium och ett kolumbarium på Sandudd. 

## Historik
Då Helsingfors flyttades till Estnäs från Gammelstaden på 1640-talet började de döda begravas i Kampen och från 1720-talet kring Ulrika Eleonora kyrka vid nuvarande Senatstorget. Då Nikolajkyrkan (nuvarande Helsingfors domkyrka) började byggas stängdes begravningsplatsen vid Ulrika Eleonora kyrka och själva kyrkan revs år 1827. Då man gräver under Senatstorget hittar man fortsättningsvis gamla benrester. 
Den rivna kyrkan ersattes av en tillfällig träkyrka, som planerades av C.L. Engel och som togs i bruk 1827. Den tillfälliga kyrkan finns kvar och heter numera Gamla kyrkan. Kring Gamla kyrkan låg Kampens begravningsplats som använts sedan 1600-talet för bland annat människor som dött i epidemier, till exempel dog 1 100 helsingforsare i 1710-talets pest. Platsen heter i dag Gamla kyrkans park, men kallas också för Pestparken. Begravningsmöjligheterna i parken började bli begränsade då stadens invånarantal växte till 10 000 invånare, speciellt då bebyggelsen spred sig österut från centrum i Bulevardens riktning. Därför tog man i bruk ett nytt begravningsfält vid Lappviken på Sandudd år 1829. Denna del av Sandudds begravningsplats kallas numera Gamla delen. 
Begravningsplatsen förstorades på 1850-talet då Nya delen togs i bruk. Den börjar vid Alkärrs port vid Mechelingatan och följer huvudgången mot kapellet. År 1929 öppnade man Sanduddsområdet närmast simstranden och den delen planerades av Albert Nyberg och trädgårdsarkitekten Paul Olsson.

## Begravningsområdet
Sandudds begravningsplats delas in i fem delar: Gamla området, Nya området, Sanduddsområdet, Finska gardets begravningsplats och Urnelunden. Sandudd är ett populärt turistmål. Alla republikens presidenter har begravts på Sandudd förutom Pehr Evind Svinhufvud och Kyösti Kallio. Utöver dessa har flera viktiga personer i Finlands historia begravts på Sandudd sedan 1820-talet. 

### Hjältegravarna
Då vinterkriget började reserverade man ett nytt område på Sandudd för de stupade i kriget. Under fortsättningskriget planerades hjältegravsområdet där 3 100 i kriget stupade helsingforsare ligger begravda, samt cirka 120 tyska soldater. Runt hjältegravsområdet går de Saknades mur där cirka 800 försvunnas eller på fältet kvarblivnas namn ristats in. Dessutom har cirka 280 krigshjältar begravts i släktgravar på Sandudd. 
På hjältegravsområdet finns Hjälteplatsen, vid vars ena sida C.G.E. Mannerheims grav (minnesmärket gjort av Wäinö Aaltonen, 1953) ligger och i änden av platsen finns Hjältekorset (Wainö Aaltonen, 1954)

### Minnesmärke över saknade svenskar
Vid Hjältegravarna finns även ett minnesmärke över döda frivilliga svenskar som inte har återfunnits efter Vinterkriget och Fortsättningskriget. På stenen står deras namn samt;
| ” | 1941-1944 FÖR NORDENS FRIHET OCH SVERIGES ÄRA FALLNA RIKSSVENSKA FRIVILLIGA DE BLEVO KVAR EFTER STRIDEN INGEN VIGDE DEM TILL GRAVENS VILA. HÄR VÄLSIGNAR VI DERAS MINNE. | „ |

### Urnelunden
Urnelunden togs i bruk år 1949 och utvidgades på 1950-talet. 

### Finska gardets begravningsplats
Finska gardets begravningsplats grundades år 1830. Den var ursprungligen menad för skarpskyttebataljonen i Gardets församling. När församlingen lades ner år 1914 slogs den ihop med de finska och svenska evangelisk-lutherska församlingarna och begravningsplatsen övergick i deras ägo. Samtidigt beslöt man att endast de som tjänat i Finlands Vita Garde och deras anhöriga får begravas där.

### Kapellen
Det finns två kapell på Sandudd. Gamla kapellet finns på Gamla området nära Mechelingatan och har ritats av Theodor Höijer 1873. Nya kapellet ligger på Sanduddsområdet och ritades av Albert Nyberg 1933. Vid Nya kapellet finns kolumbariet och klocktornet som har en treklangsmelodi som är bekant också för dem som besöker den närbelägna simstranden. 

### Konstnärsbacken
Konstnärsbacken, som också kallas Konstnärskullen, finns i Gamla områdets kvarter 21a. Där begravs endast välmeriterade konstnärer, såsom författare, kompositörer, musiker, målare, skådespelare, skulptörer och artister. Också deras makar har rätt till en gravplats på Konstnärsbacken. Vem som får begravas där bestäms av församlingarnas gemensamma kyrkoråd. Nuförtiden är antalet gravplatser på Konstnärsbacken begränsat. 

### Att besöka begravningsplatsen
Det går en stenmur runt Sandudds begravningsplats som börjar vid Lappvikens sjukhus och fortsätter längs med Lappviksvägen, Mechelingatan, Sanduddsgatan och Sandstrandsvägen. Det finns flera ingångar i muren. Porten vid Lappviksvägen leder till hjältegravarna. Porten vid korsningen av Mechelingatan och Lappviksvägen leder till Gamla området och Gamla kapellet. Vid Alkärr på Mechelingatan finns huvudporten som leder till huvudgången som går genom Nya området till Sanduddsområdet och Nya kapellet. Huvudporten nära Nya kapellet består av en byggnad med tre valvbågar och leder till en öppen plats och vidare mot Sanduddsområdet. Här finns också begravningsplatsens kontorsutrymmen och servicebyggnad. På 1990-talet byggdes en port halvvägs längs med Sanduddsvägen vid Sandnäsvägen. Härifrån leder branta trappor upp till begravningsplatsen och stället passar inte för rörelsehindrade. Bakom Nya kapellet finns en port som är avsedd för servicetrafik. Också de döda transporteras denna väg. Taxitrafik och transporter för rörelsehindrade sköts bäst via denna port. 
Man kommer lätt till Sandudd med allmänna transportmedel. Buss nummer 55 har sin ändhållplats vid Maria sjukhus vid Lappviksgatan. Buss 55A kör ända till slutet av Sanduddsgatan nära simstranden och Nya kapellet. Spårvagn 8 stannar på Mechelingatan vid Maria sjukhus vid porten som leder till Gamla området och Gamla kapellet.

## Personer begravda på Sandudd

### Presidenter
Alla republikens presidenter är begravda på Sanduddsområdet förutom K.J. Ståhlberg som är begravd på Nya området. 
- Martti Ahtisaari
- Urho Kekkonen
- Mauno Koivisto
- Gustaf Mannerheim
- Juho Kusti Paasikivi
- Lauri Kristian Relander
- Risto Ryti
- K. J. Ståhlberg

Presidenterna P.E. Svinhufvud och Kyösti Kallio är begravda på sina hemorter Luumäki respektive Nivala.

### Begravda på Konstnärskullen
Listan uppdaterad från finska Wikipedia 12.1.2011

- Aalto, Aino, arkitekt, Alvar Aaltos 1:a fru
- Aalto, Alvar, akademiker, arkitekt
- Aalto, Elissa, arkitekt, Alvar Aaltos 2:a fru
- Bergman, Erik, akademiker, kompositör
- Bryk, Rut, formgivare, Tapio Wirkkalas maka
- Chorell, Walentin, författare
- Eronen, Ella, skådespelare, diktläsarkonstnär
- Favén, Mauri, konstmålare
- Gallen-Kallela, Akseli, konstmålare
- de Godzinsky, George, nöjeskompositör, kapellmästare
- Gripenberg, Maggie, dansare
- Grönroos, Walton, operasångare, operachef
- Haitto, Heimo, violinist
- Hannikainen, Tauno, kapellmästare
- Harri, Juhani, bildkonstnär
- Hemming, Eva, dansare, Leif Wagers maka
- Hiltunen, Eila, bildhuggare
- Jyrinkoski, Yrjö, diktläsarkonstnär
- Kanerva, Aimo, akademiker, konstmålare
- Lindman, Åke, skådespelare, regissör, fotbollsspelare
- Liski, Paavo, skådespelare, teaterledare
- Lundán, Reko, skådespelsförfattare, teaterledare
- Manni, Tarmo, skådespelare
- Meriläinen, Usko, kompositör
- Mikkilä, Timo, pianoartist
- Okkonen, Onni, akademiker, konsthistoriker, konstkritiker
- Palmgren, Selim, kompositör
- Pasanen, Pertti ("Spede"), nöjeskonstnär, filmregissör, uppfinnare
- Pietinen, Otso, fotograf, Eila Hiltunens make
- Pihlajamaa, Lasse, dragspelare, kompositör, musikråd
- Pokela, Marjatta, kompositör, sångare
- Pokela, Martti, professor, kantelespelare, påverkare inom folkmusiken
- Puurunen, Sakari, professor, regissör, teaterledare, Eeva-Kaarina Volanens make
- Renvall, Essi, bildhuggare
- Rintaja, Paavo, författare
- Ronimus, Olli-Matti, poet
- Rossi, Sylva, skådespelare
- Sarpaneva, Timo, formgivare
- von Schoultz, Solveig, författare, Erik Bergmans maka
- Sirén, J.S., arkitekt
- Tukiainen, Aimo, bildhuggare
- Tuukkanen, Bruno, konstmålare
- Tyrväinen, Veikko, operasångare
- Wager, Leif, skådespelare
- Waltari, Mika, akademiker, författare
- Vaara, Elina (eg. Kerttu, Elin Wehmas), poet
- Weneskoski, Jorma, jazzmusiker
- Vesala, Edward, jazzmusiker, kompositör
- Viitanen, Usko, operasångare
- Wirkkala, Tapio, akademiker, formgivare
- Virolainen, Heikki W., bildhuggare
- Witikka, Jack, skådespelare, regissör
- Volanen, Eeva-Kaarina, akademiker, skådespelare

### Andra kända personer

#### Nya området
- Aaltoila, Heikki, kompositör
- Ackté, Aino, sångare
- Arteva, Sinikka, tv-journalist
- Collan, Anni, gymnastikpedagog, flickscoutpionjär
- Cygnaeus, Uno, "folkskolans fader i Finland"
- Erkko, J.H., poet
- Fagerholm, Karl-August, statsråd, statsminister, riksdagens talman, Alkos generaldirektör
- Fazer, Karl, fabrikör
- Gulin, Eelis, biskop
- Hursti, Veikko, socialråd, välgörare
- Ingman, Lauri, politiker, ärkebiskop
- Jotuni, Maria, författare
- Junnila, Tuure, politiker
- Kaila, Elmo, självständighetsaktivist, befrämjare av stamidén (heimoaate)
- Kajava, Maj Inkeri (f. Aulio), författare, konstmålare
- Kajava, Viljo, författare
- Karjalainen, Ahti, politiker, Finlands banks generaldirektör
- Kekkonen, Sylvi, president Urho Kekkonens maka, författare
- Kiljander, Elna, arkitekt
- Klemetti, Heikki, körledare
- Koivu, Rudolf, illustratör och konstmålare
- Kronström, Birgit, skådespelare och sångare
- Kuula, Toivo, kompositör
- Kärki, Toivo, kompositör
- Laine, Edvin, filmregissör
- Levenius, Eva, konstnär
- Lille, Axel, politiker, Svenska folkpartiets grundare
- Lönnbeck, Albin, grundaren av Nya svenska samskolan (Lönkan)
- Merikanto, Aarre, kompositör
- Merikanto, Oskar, kompositör
- Niska, Algot, smugglare
- Rautio, Markus, "farbror Markus"
- Rinne, Joel, skådespelare
- Ritavuori, Heikki, inrikesminister
- Runeberg, Walter, bildhuggare
- Ruutu, Yrjö, påverkare i samhället
- Ryömä, Hannes, politiker
- Ryömä, Mauri, politiker
- Salin, Eetu, redaktör, riksdagsledamot, påverkare inom arbetarrörelsen
- Salminen, Ville-Veikko, skådespelare
- Setälä, E. N., professor, statsråd
- Sihvo, Aarne, general av infanteriet
- Simojoki, Martti, ärkebiskop
- Sinervo, Elvi, poet, Mauri Ryömäs maka
- Sivén, Bobi, martyr för stamidén (heimoaate)
- Sotavalta, Arto, schlagersångare
- Teräsvirta, Einari, arkitekt, redskapsgymnast, olympiavinnare
- Toivonen, Esko, "Eemeli", nöjeskonstnär
- Trygg, Alli, pionjär inom nykterhetsrörelsen, lärare
- Välikangas, Martti, arkitekt

#### Sanduddsområdet
- Angerkoski, Siiri, skådespelare
- Aura, Teuvo, överborgmästare, statsminister
- Borg, Kim, operasångare
- Cajander, A.K., statsminister
- Ehrnrooth, Adolf, riddare av Mannerheim-korset, general av infanteriet
- Ekelund, Hilding, arkitekt
- Haarla, Saulo, skådespelare
- Hackzell, Antti, landshövding, statsminister
- Järnefelt, Eero, professor, konstnär
- Kailas, Uuno, poet
- Karhila, Kyösti, strids- och civilflygplanspilot
- Karu, Erkki, filmregissör och producent
- Kivimäki, Toivo, politiker, statsminister
- Käyhkö, Kauko, sångare, skådespelare
- Liinamaa, Keijo, statsminister, riksförlikningsman
- Linkomies, Edwin, universitetets rektor och kansler, statsminister
- Malmberg, Lauri, kommendör för skyddskåren
- Malmstén, Eugen, kompositör och nöjessångare
- Malmstén, Georg, kompositör och kapellmästare
- Malmstén, Ragni, sångare
- Manninen, Otto, poet
- Melartin, Erkki, kompositör
- Mutanen, Anna, operasångare
- Nevanlinna, Ernst, politiker
- Paasivuori, Matti, politiker
- Rangell, Jukka, statsminister
- Rihtniemi, Juha, partiledare, politiker
- Salonmies, Ilmari, ärkebiskop
- Satuli, Antti, EU-ambassadör
- Somersalmi, Aili, skådespelare
- Somersalmi, Urho, skådespelare
- Sorsa, Kalevi, statsminister, partiledare
- Swan, Anni, författare
- Tanner, Väinö, statsminister, partiledare
- von Tunzelman, Adlerflug Alexander, soldat
- Tuomioja, Sakari, politiker, diplomat
- Untola, Algot (Maiju Lassila), författare
- Valpas-Hänninen, Edvard, redaktör, storhet inom arbetarrörelsen
- Vennola, Juho, statsminister
- Virkkunen, Paavo, politiker
- Virtanen, A. I., kemist, nobelist
- Wuolijoki, Hella, författare
- Ylppö, Arvo, arkiater, professor i pediatrik

#### Gamla området
- Aalberg, Ida, skådespelare
- Ahlqvist, August, poet, forskare i finska språket
- Andersson, Maria, Finlands äldsta människa
- Bandler, Vivica, akademiker, teaterledare
- Bergbom, Kaarlo, Nationalteaterns grundare
- Borgström, Henrik, påverkare inom Helsingfors kommunalförvaltning
- Cajander, Paavo, poet, översättare till finska
- de la Chapelle, Ellan, friherrinna (gift Edelfelt, von Born)
- Churberg, Fanny, bildkonstnär
- Cygnaeus, Fredrik, nationell uppväckare
- Danielson-Kalmari, J.R., politiker, historiker
- Edelfelt, Albert, konstnär
- Ehrenström, J. A., planerade Helsingfors stadsplan
- Enckell, Carl, diplomat, utrikesminister
- Erkko, Eero, tidningsman
- Erkko, Eljas, tidningsman
- von Frenckell, Erik, stadsdirektör, medlem av olympiakommittén, riksdagsledamot
- Gebhard, Hannes, fader för Finlands andelslagsverksamhet
- Haavio, Martti, akademiker
- Tynni, Aale, poet, Martti Haavios maka
- Hagman, Lucina, pedagog, kvinnosakskvinna
- Hellaakoski, Aaro, poet
- Hämäläinen, Jyrki, chefredaktör, påverkare inom popmusik
- Höijer, Theodor, arkitekt
- Jansson, Viktor, bildhuggare
- Jansson, Tove, författare och illustratör
- Jarva, Risto, filmregissör
- Kajanus, Robert, kapellmästare
- Kallas, Aino (född Krohn), författare
- Karamzin, Aurora, välgörare
- Klami, Uuno, akademiker, kompositör
- Yrjö-Koskinen, Yrjö Sakari, senator, finskhetsman
- Leino, Eino, poet
- Lincoln, Curt, racerförare
- Linder, Marie, författare
- Madetoja, Leevi, kompositör
- Onerva, L., poet, Leevi Madetojas maka
- Mannerheim, Sophie, sjukskötare, C.G.E. Mannerheims syster
- Mechelin, Leo, statsman
- Nordenstam, Johan Mauritz, general, senatens ledare
- Pacius, Fredrik, kompositör
- Pulla, Armas J., författare
- Ramsay, A. E., general av infanteriet
- Ramsay, G. E., general av infanteriet, den förras son
- Sailo, Alpo, bildhuggare, bildkonstnär
- Schjerfbeck, Helene, bildkonstnär
- Simberg, Hugo, bildkonstnär
- Snellman, J. V., statsman
- Soldan-Brofeldt, Venny, bildkonstnär
- von Steinheil, Fabian, Finlands generalguvernör
- Stigell, Robert, bildhuggare
- Tarvajärvi, Niilo, radio- och tv-redaktör
- Thunberg, Clas, snabbskrinnare, olympiavinnare
- Topelius, Zacharias, författare, "sagofarbror"
- Törngren, Ralf, politiker, statsminister
- Walden, Rudolf, general av infanteriet
- Wallin, Georg August, upptäcktsresande
- Wegelius, Martin, kompositör, musiklärare
- Westermarck, Helena, bildkonstnär, författare
- Voionmaa, Väinö, historieforskare, politiker
- von Wright, Magnus, bildkonstnär

#### Urnlunden
- Antikainen, Eero, fackpolitiker, FFC:s ordförande
- Fougstedt, Nils-Eric, kapellmästare, kördirigent, kompositör
- Hakasalo, Ilpo, radions musikredaktör
- Halme, Tony, boxare, riksdagsledamot
- Jukola, Martti, radioredaktör
- Jurkka, Eino, skådespelare, regissör, teaterledare
- Jurkka, Emmi, skådespelare, teaterledare
- Jurkka, Jussi, skådespelare
- Kaski, Heino, kompositör
- Kuusinen, Hertta, riksdagsledamot, politiker
- Melakoski, Erkki, kompositör, musikredaktör
- Mustelin, Nils, professor
- Nortia, Assi, skådespelare
- Puntila, L.A., historieforskare, politiker
- Ranin, Saara, skådespelare
- Sipilä, Jukka, skådespelare, regissör
- Sirola, Harri, författare
- Takki, Uuno, minister, chefsdirektör
- Tervo, Penna, minister
- Utriainen, Raimo, bildhuggare
- Vainio, Juha, sångare och sångmakare
- Wuolijoki, Sulo, politiker, författare

#### Gardets begravningsplats
- Apostol, Alexei, militärkapellmästare
- Fransman, Holger, professor, valthornskonstnär, grundare av solistseptetten Otava
- Parantainen, Martti, militärkapellmästare
- Rope, Artturi, militärkapellmästare
- Jägarnas gemensamma grav:
- Kalsta, Arvi, jägarkapten, politiker
- Valve, Väinö, jägargeneral, sista jägaren

#### Övriga
- Häkkinen, Christer "Cisse", basist i Hurriganes
- Posti, Lauri, akademiker, professor
- Puupponen, Simo (pseudonym Aapeli), författare och tidningsman
- Ripatti, Eino, riddare av Mannerheim-korset nr 146
- Virkkunen, Juha, kulturredaktör på YLE
- Viro, Voitto, kyrkoherde på Drumsö
- Walli, Petri, sångare-gitarrist i Kingston Wall, sångmakare
- Wilkman, Eric Alruni, sångare och skådespelare[2]

### Utlänningar
- Engel, Carl Ludvig, tysk arkitekt
- de Godzinsky, George, rysk kompositör, kapellmästare, professor, pianist
- Pacius, Fredrik, tysk kompositör
- Sirk, Artur, estnisk frihetskrigare